# Mount Holly, Vermont
Mount Holly är en kommun (town) i Rutland County i delstaten Vermont i USA. Vid folkräkningen år 2000 bodde 1 241 personer på orten. Den har enligt United States Census Bureau en area på totalt 128,4 km², varav 1,0 km² är vatten.  